# CA Tigre
Club Atlético Tigre – argentyński klub piłkarski z siedzibą w Victoria, w dzielnicy miasta Buenos Aires – Tigre.

## Osiągnięcia
- Wicemistrz Argentyny: 2007/08 Apertura
- Mistrz drugiej ligi argentyńskiej (4): 1912, 1945, 1953, 1979

## Historia
Klub został założony 3 sierpnia 1902 roku w mieście Tigre, graniczącym z granicami administracyjnymi Buenos Aires na północ od dzielnicy o tej samej nazwie. W pierwszej lidze argentyńskiej (Primera división argentina) rozegrał 23 sezony (w latach 1931–1933, 1935–42, 1946–50, 1954–58, 1968 i 1980). W XX wieku najlepszym sezonem dla klubu Tigre był rok 1955, kiedy to klub zajął 6. miejsce w 16-zespołowej pierwszej lidze.
Największy sukces to wicemistrzostwo Argentyny zdobyte w 2008 roku.

## Słynni gracze w historii klubu
- Chaparro
- Darío Conca
- Ernesto Cucchiaroni (1949-54)
- Héctor De Bourgoing
- Bernabé Ferreyra
- Juan Marvezzi
- Paruzzo
- Pajón
- Ismael Rivero (1942)
- Constantino Urbieta Sosa